# Dubenský rajón
Dubenský rajón (ukrajinsky Дубенський район) je rajón v Rovenské oblasti na Ukrajině. Hlavním městem je Dubno a rajón má přibližně 170 tisíc obyvatel.

## Města v rajónu
- Dubno
- Radyvyliv